# ادوین سوئی
ادوین سوئی (انگلیسی: Edwin Soi؛ زادهٔ ۳ مارس ۱۹۸۶) دونده دو استقامت، و ورزشکار دو و میدانی اهل کنیا است.